# Bradyellopsis briani
Bradyellopsis briani is een eenoogkreeftjessoort uit de familie van de Ectinosomatidae. De wetenschappelijke naam van de soort is voor het eerst geldig gepubliceerd in 1941 door Steuer.